# Parafia Matki Bożej Nieustającej Pomocy w Jegłowniku
Parafia Matki Bożej Nieustającej Pomocy w Jegłowniku – parafia rzymskokatolicka w diecezji elbląskiej. Erygowana w 1962 roku przez biskupa warmińskiego Tomasza Wilczyńskiego.
Na obszarze parafii leżą miejscowości: Jegłownik, Adamowo, Błotnica, Karczowiska Górne, Kopanka, Kopanka Pierwsza, Kopanka Druga, Nogat, Szopy, Wikrowo, Wiktorowo, Władysławowo. Tereny te znajdują się w gminie Gronowo Elbląskie w powiecie elbląskim w województwie warmińsko-mazurskim.
Kościół parafialny w Jegłowniku został wybudowany przez protestantów w 1804 roku, w 1945 roku przekazany Kościołowi katolickiemu.

## Proboszczowie
- ks. Władysław Jańczy: do 2009
- ks. Andrzej Kilanowski: 2009–2013[1]
- ks. Mariusz Ostaszewski: od 2013[1]